# Irlandeses
Os irlandeses (em gaélico irlandês: Muintir na hÉireann ou na hÉireannaigh ou na Gaeil) (em inglês: Irish people) constituem o grupo étnico autóctone da Irlanda.

## História
A Irlanda é povoada há mais de 9 000 anos, segundo estudos arqueológicos, sendo antepassados do povo irlandês os Nemedianos, os Fomorianos, os Fir Bolgs, os Tuatha de Danann e os lendários Milesianos — não há registo histórico escrito antes do século VI — o último grupo supostamente representando os "puros" gaélicos da ancestralidade, e ainda actua como um termo para os actuais irlandeses. Os principais grupos que interagiram com os irlandeses na Idade Média incluem os escoceses e os viquingues, sendo que os islandeses, especialmente, têm alguma ascendência irlandesa devido a esse facto. A invasão anglo-normanda na Alta Idade Média, as plantações e as subsequentes leis inglesas no país apresenta os Normandos, Galeses, Flamengos, Anglo-saxões e Bretões na Irlanda.
Houve muitos irlandeses notáveis ao longo da História. No século VI, o monge irlandês e missionário São Columbano é considerado como um dos "pais da Europa", seguido de Kilian de Vurzburgo e Virgílio de Salzburgo. O cientista anglo-irlandês Robert Boyle é considerado o "pai da química". Exploradores irlandeses famosos incluem Brendan, o Navegador, Ernest Shackleton e Tom Crean. Segundo alguns relatos, o primeiro filho europeu nascido na América do Norte tinha ascendência irlandesa em ambos os lados; enquanto um irlandês foi também o primeiro a pôr o pé em solo americano na expedição de Cristóvão Colombo de 1492.
O povo irlandês é mais famoso pelos seus escritores. Até ao final do precoce período moderno, os irlandeses foram proficientes em falar e escrever em latim e grego. Notáveis escritores irlandeses no idioma Inglês incluem Jonathan Swift, James Joyce, Oscar Wilde, William Butler Yeats e Seamus Heaney. Alguns escritores do século XX na língua irlandesa incluem Brian O'Nolan, Peig Sayers, Muiris Ó Súilleabháin e Máirtín Ó Direáin.
Pessoas da etnia irlandesa são comuns em muitos países ocidentais, especialmente nos países de língua inglesa. Historicamente, a emigração tem sido causada pela política, a opressão religiosa e as questões económicas. Mais de 80 milhões de pessoas compõem a diáspora irlandesa, que hoje inclui vários irlandeses a viver no Reino Unido, Austrália, Canadá, Argentina, Nova Zelândia, México, França e Alemanha. O maior número de pessoas de ascendência irlandesa está nos Estados Unidos, cerca de dez vezes mais do que na própria Irlanda.

## Genética
De acordo com um estudo genético de 2015, a população irlandesa descende, em sua quase totalidade, de movimentos migratórios durante a idade do Bronze. Essa ancestralidade é composta de dois componentes: um componente do Neolítico (descendente de agricultores do Oriente Médio que se deslocaram para a Europa à época do Neolítico), majoritário; e um outro, de pastoralistas das estepes russas, o qual estaria relacionado com as línguas indo-europeias, e, por conseguinte, com as línguas célticas, línguas faladas na Irlanda antes da introdução do inglês.